# Eochaid mac Echdach
Eochaid mac Echdach o Eochaid "Angbhaid" mac Echdach' va ser rei dels escots (Eochaid III) de Dál Riata del 726 al 733.
Generalment se'l considera fill d'"Eochu ua Domnaill", és a dir, fill d'Eochaid mac Domangairt mac Domnall Brecc, assassinat el 697 segons els Annals d'Ulster.
Eochaid va ser el pare de dos reis posteriors de Dál Riata: Áed Find i Fergus mac Echdach.

## Regnat
El seu breu regnat s'inclou en un període de lluita pel tron entre els representants del Cenél Gabráin i els del Cenél Loáirn; segons els Sincronismes de Flann Mainistreach, que l'anomena "Eochaid Angbhaid", s'insereix entre els de Selbach mac Ferchair i Dúngal mac Selbaich.
Hi ha tres entrades als anals irlandesos sobre aquest sobirà:
- 726

“Dungal és expulsat del seu regne” (…) “Echach mac Echac comença a regnar”.
- 727

“Trobada d'Irros Foichnae entre Selbach i la família d'Eochaid, net de Domnall, en la qual cauen molts homes d'Argialla”.
- 733

“Mort d'Echach mac Echac ri Dal Riada”.